# JUN (ダンサー、振付師)
JUN（1965年 - ）は日本のダンサー、振付師（choreographer）である。千葉県出身。
1989年にダンサーとして活動を開始し、振り付けやバックダンサーなど多岐にわたって活動している。

## 経歴
本格的にダンスを始めた時期は高校生であると語っている。中学生の後半からディスコに参加し始め、高校3年の時に視聴した映画『フラッシュダンス』においてストリートパフォーマンスをする場面に衝撃を受け、見よう見まねで練習を始めた。
その後、原宿の歩行者天国にてブレイクダンスを行う竹の子族が現れたことで、全国的にブレイクダンスが広まったことをきっかけに、ブレイクダンスチーム『Funky Jam』のレッスンを受け、1989年頃にメンバーとなった。
その後、ブレイクダンスブームが下火となり始めたことで、ブレイクダンスのほかにも様々なダンスを手掛ける必要があると考えて上京し、新宿や六本木のショーパブでダンサーとして働き始めた。
1991年にフジテレビ系フジテレビ系「DANCE DANCE DANCE」に「MEGA MIX（現在のTRF）」としてレギュラーおよびゲスト出演を果たす。1992年、ロサンゼルスにダンス留学し、アメリカのTV番組「SOUL TRAIN」など、ダンサーとして現地の多くメディアに出演した。1993年にはカポエラ修得のためブラジルに渡り、その後再びロサンゼルスにてダンスイベントに出演しながら、ジャズダンス、ヒップホップおよびハウス等、オールジャンルのダンスを修得した。
帰国後は日本に初めてカポエラを伝承し、「CAPOEIRA JAPON」を立ち上げた。
その後はSMAPやSPEEDなど有名なアーティストの振り付けに携わり、さらに「SMAP×SMAP」、「笑っていいとも」や劇団スーパー・エキセントリック・シアターなど演劇公演の振り付けも手掛けた。ダンサーとしても数多くのメディア、舞台に出演しており、2012年にはBlue Printを結成し主宰を務め、全ての公演のパフォーマンスを監修した。

## 人物
ダンスで心情を巧妙に表現し、演技ではとぼけた空気感の役柄で観衆の笑いをさそっている。